# Seamus Creagh
Séamus Creagh (1946 – 15 maart 2009) was een Ierse traditionele violist oorspronkelijk afkomstig uit County Westmeath. Hij werd vooral bekend door zijn duetten met de bekende Ierse trekzak-spelers Jackie Daly en Aidan Coffey. Hij bracht vijf jaar (van 1988 tot 1993) door in Newfoundland, Canada. Daar speelde hij traditionele muziek met muzikanten van St. John's en werden er enige albums opgenomen.

## Discografie
- Jackie Daly & Séamus Creagh (1977)
- The Brule Boys in Paris (Tickle Harbour) (1991)
- Came the Dawn (1993)
- It's No Secret (2000)
- Traditional Music from Ireland (2000)

- Library of Congress Control Number: n94026825
- MusicBrainz: 52964dc5-94f5-4edf-aaef-1f27227fe981
- Nationale Bibliotheek van Israël: 987007332070905171
- Système universitaire de documentation: 261975358
- Virtual International Authority File: 48453527
- WorldCat: E39PBJwdffQTxVPBCh4H9JfDv3